# Vicente Guillén
Vicente Guillén Izquierdo (Cedrillas, Teruel, 24 de septiembre de 1958) es un político español.
Licenciado en Derecho y Filosofía y Letras, es Secretario e Interventor municipal. Fue elegido en las listas del Partido Socialista Obrero Español Senador por la provincia de Teruel en la IV y VIII Legislaturas. De 1991 a 2001 fue alcalde de Cedrillas y secretario-interventor del municipio turolense de Celadas, cargo del que dimitió para ser Jefe de Gabinete del Consejero de Obras Públicas del Gobierno de Aragón junto a Javier Velasco. En las elecciones generales de 2008 fue elegido diputado al Congreso como cabeza de lista del PSOE en Teruel. Como senador participó en la Ponencia de reforma del Estatuto de Autonomía de Aragón y en el Congreso de los Diputados fue miembro de la Comisión Constitucional. 
En 2015 fue elegido como diputado en Cortes de Aragón y nombrado Consejero de Presidencia y portavoz del Gobierno de Aragón por el presidente de Aragón, Javier Lambán. Desde 2004 hasta 2018 fue el Secretario General provincial del PSOE en Teruel, siendo sustituido por Mayte Pérez. 
Tras las elecciones de 2019 fue elegido portavoz del Grupo Socialista en las Cortes de Aragón.